# Alloxysta crassicornis
Alloxysta crassicornis är en stekelart som först beskrevs av Thomson 1862.  Alloxysta crassicornis ingår i släktet Dilyta, och familjen glattsteklar. Arten är reproducerande i Sverige.